# Уряд Еквадору
Уряд Еквадору — вищий орган виконавчої влади Еквадору.

## Голова уряду
- Президент — Данієль Рой Ґілкріст Нобоа Азін (ісп. Daniel Roy Gilchrist Noboa Azín).
- Віце-президент — Марія Вероніка Абад Рохас (ісп. María Verónica Abad Rojas).

## Кабінет міністрів
Склад чинного уряду з 23 листопада 2023 року.
| Логотип | Міністерство                                                            | Міністр                                                               | Фото | Час на посаді     | Час на посаді | Партія | Партія | Вебсайт                                   |  |
| ------- | ----------------------------------------------------------------------- | --------------------------------------------------------------------- | ---- | ----------------- | ------------- | ------ | ------ | ----------------------------------------- |  |
|         | Міністерство виробництва, зовнішньої торгівлі, інвестицій та рибальства | Марія Сонсолес Гарсіа Леон (María Sonsoles García León)               |      | 23 листопада 2023 |               |        |        | http://www.produccion.gob.ec/             |  |
|         | Міністерство внутрішніх справ                                           | Моніка Роза Ірен Паленсія Нуньєс (Mónica Rosa Irene Palencia Núñez)   |      | 23 листопада 2023 |               |        |        | https://www.ministeriodelinterior.gob.ec/ |  |
|         | Міністерство енергетики та шахт                                         | Андреа Арробо Пенья (Andrea Arrobo Peña)                              |      | 23 листопада 2023 |               |        |        | http://www.recursosyenergia.gob.ec        |  |
|         | Міністерство екології                                                   | Саде Рашель Фрічі Наранхо (Sade Rashel Fritschi Naranjo)              |      | 23 листопада 2023 |               |        |        | http://www.ambiente.gob.ec/               |  |
|         | Міністерство економіки і фінансів                                       | Хуан Карлос Вега Мало (Juan Carlos Vega Malo)                         |      | 23 листопада 2023 |               |        |        | https://www.finanzas.gob.ec               |  |
|         | Міністерство економічної та соціальної інтеграції                       | Зайда Елізабет Ровіра Хурадо (Ledy Zuniga Rocha)                      |      | 23 листопада 2023 |               |        |        | http://www.inclusion.gob.ec/              |  |
|         | Міністерство землеробства і тваринництва                                | Франклін Данило Паласіос Маркес (Franklin Danilo Palacios Márquez )   |      | 23 листопада 2023 |               |        |        | http://www.agricultura.gob.ec/            |  |
|         | Міністерство закордонних справ                                          | Габріела Зоммерфельд (Gabriela Sommerfeld)                            |      | 23 листопада 2023 |               |        |        | http://www.cancilleria.gob.ec/            |  |
|         | Міністерство культури                                                   | Роміна Муньос (Romina Alejandra Muñoz Procel)                         |      | 23 листопада 2023 |               |        |        | http://www.culturaypatrimonio.gob.ec/     |  |
|         | Міністерство міського розвитку і житлово-комунального господарства      | Умберто Апарісіо Плаза Аргуельо (Humberto Plaza Arguello)             |      | 23 листопада 2023 |               |        |        | http://www.habitatyvivienda.gob.ec/       |  |
|         | Міністерство оборони                                                    | Джан Карло Лоффредо Рендон (Gian Carlo Loffredo Rendón)               |      | 23 листопада 2023 |               |        |        | http://www.defensa.gob.ec/                |  |
|         | Міністерство освіти                                                     | Даніель Рікардо Кальдерон Севальос (Daniel Ricardo Calderón Zevallos) |      | 23 листопада 2023 |               |        |        | https://educacion.gob.ec/                 |  |
|         | Міністерство охорони здоров'я                                           | Франклін Едмундо Енкалада Калеро (Franklin Edmundo Encalada Calero)   |      | 23 листопада 2023 |               |        |        | http://www.salud.gob.ec/                  |  |
|         | Міністерство праці                                                      | Івонн Елізабет Нуньєс Фігероа (Leonardo Berrezueta Carrion)           |      | 23 листопада 2023 |               |        |        | http://www.relacioneslaborales.gob.ec/    |  |
|         | Міністерство спорту                                                     | Марсело Андрес Гушмер Тамаріз (Marcelo Andrés Guschmer Tamariz)       |      | 23 листопада 2023 |               |        |        | http://www.deporte.gob.ec/                |  |
|         | Міністерство транспорту                                                 | Роберто Ксав'є Луке Нукес (Roberto Xavier Luque Nuques)               |      | 23 листопада 2023 |               |        |        | http://www.mtop.gob.ec/                   |  |
|         | Міністерство туризму                                                    | Нільс Антонес Олсен Піт (Niels Anthonez Olsen Peet )                  |      | 23 листопада 2023 |               |        |        | http://www.turismo.gob.ec/                |  |
|         | Міністерство у справах жінок і прав людини                              | Аріанна Марія Танка Маккіавелло (Arianna María Tanca Macchiavello)    |      | 23 листопада 2023 |               |        |        | http://www.justicia.gob.ec/               |  |

Державні секретаріати
| Логотип | Міністерство                                                                  | Міністр                                                    | Фото | Час на посаді     | Час на посаді | Партія | Партія | Вебсайт |
| ------- | ----------------------------------------------------------------------------- | ---------------------------------------------------------- | ---- | ----------------- | ------------- | ------ | ------ | ------- |
|         | Секретар уряду Еквадору з питань вищої освіти, науки, технології та інновації | Ана Аргелін Чангуін Велес (Ana Argeline Changuín Vélez)    |      | 12 грудня 2023    |               |        |        |         |
|         | Секретар уряду Еквадору з планування                                          | Саріха Мойя (Sariha Belén Moya Angulo‎‎‎‎)                     |      | 23 листопада 2023 |               |        |        |         |
|         | Секретар уряду Еквадору з питань розвитку для корінних народів і націй        | Марко Гватемал Анранго (Marco Guatemal Anrango)            |      | 6 лютого 2024     |               |        |        |         |
|         | Секретар уряду Еквадору з управління ризиками                                 | Хорхе Рауль Каррільо Тутівен (Jorge Raúl Carrillo Tutivén) |      | 4 грудня 2023     |               |        |        |         |